# Łódzka Magistrala Rowerowa
 Łódzka Magistrala Rowerowa – czerwony znakowany szlak rowerowy. Jest częścią transeuropejskiej trasy rowerowej mającej w przyszłości połączyć Niemcy, Polskę i Ukrainę.
Składa się z dwóch odcinków: 
- odcinek wschód-zachód (W-E) o długości 192 km,
- odcinek północ-południe (N-S) o długości 200 km.

Przebieg odcinka wschód-zachód (W-E):

- Domaniewice
- Lubocz
- Rzeczyca
- Królowa Wola
- Inowłódz
- Smardzewice
- Swolszewice Duże
- Wolbórz
- Moszczenica
- Baby
- Czarnocin
- Tuszyn
- Rzgów
- Łódź Chocianowice
- Górka Pabianicka
- Wola Żytowska
- Żytowice
- Szadek
- Prusinowice
- Rożdżały
- Pierzchnia Góra
- Włyń
- Warta
- Kalinowa
- Skalmierz

Przebieg odcinka północ-południe (N-S) :

- Gidle
- Radomsko
- Łękińsko
- Kleszczów
- Biłgoraj
- Kluki
- Zelów
- Dobroń
- Kudrowice
- Lutomiersk
- Kazimierz
- Parzęczew
- Łęczyca
- Kłodawa